# کونیگزگ سی‌سی۸اس
کونیگزگ سی‌سی۸اس (به انگلیسی: Koenigsegg CC8S) یک خودروی اسپورت موتور وسط است که توسط شرکت خودروسازی سوئدی کونیگزگ تولید می‌شود. این اولین خودروی تولیدی این شرکت و اولین خودروی تولیدی بود که از علامت تجاری درهای محرک سنکرو هلیکس دو وجهی شرکت استفاده کرد. در معرفی خود، جوایز متعددی از جمله رکورد جهانی گینس برای قدرتمندترین موتور تولید و جوایز طراحی را از رد دات در آلمان و Utmärkt Svensk Form در سوئد دریافت کرد.